# Platycercinae
Platycercinae Selby, 1836 è una sottofamiglia di uccelli della famiglia Psittaculidae.

## Tassonomia
Comprende 43 specie suddivise nei seguenti generi e tribù:
- Tribù Pezoporini Bonaparte, 1837
  - Genere Neopsephotus Mathews, 1912
    - Neopsephotus bourkii (Gould, 1841)

  - Genere Neophema Salvadori, 1891 (6 spp.)
    - Neophema chrysostoma (Kuhl, 1820) - pappagallo aliblu
    - Neophema elegans (Gould, 1837) - pappagallo elegante
    - Neophema petrophila (Gould, 1841) - pappagallo di roccia
    - Neophema chrysogaster (Latham, 1790) - pappagallo panciarancia
    - Neophema pulchella (Shaw, 1792) - pappagallo turchese
    - Neophema splendida (Gould, 1841) - pappagallo pettoscarlatto

  - Genere Pezoporus Illiger, 1811 (3 spp.)
    - Pezoporus wallicus (Kerr, 1792) - parrocchetto terragnolo orientale
    - Pezoporus flaviventris North, 1911 - parrocchetto terragnolo occidentale
    - Pezoporus occidentalis (Gould, 1861) - parrocchetto notturno
- Tribù Platycercini
  - Genere Prosopeia Bonaparte, 1854
    - Prosopeia splendens (Peale, 1848) - pappagallo splendente cremisi
    - Prosopeia personata (G.R.Gray, 1848) - pappagallo splendente mascherato
    - Prosopeia tabuensis (J.F.Gmelin, 1788) - pappagallo splendente rosso

  - Genere Eunymphicus Peters, 1937
    - Eunymphicus cornutus (J.F.Gmelin, 1788) - parrocchetto cornuto
    - Eunymphicus uvaeensis (E.L.Layard & E.L.C.Layard, 1882) - parrocchetto di Uvea

  - Genere Cyanoramphus Bonaparte, 1854
    - Cyanoramphus zealandicus † (Latham, 1790) - parrocchetto frontenera
    - Cyanoramphus ulietanus † (J.F.Gmelin, 1788) - parrocchetto di Raiatea
    - Cyanoramphus saisseti J.Verreaux & Des Murs, 1860 - parrocchetto della Nuova Caledonia
    - Cyanoramphus cookii (G.R.Gray, 1859) - parrocchetto di Norfolk
    - Cyanoramphus subflavescens † Salvadori, 1891 - parrocchetto di Lord Howe
    - Cyanoramphus unicolor (Lear, 1831) - parrocchetto degli Antipodi
    - Cyanoramphus auriceps (Kuhl, 1820) - parrocchetto frontegialla
    - Cyanoramphus forbesi Rothschild, 1893 - parrocchetto delle Chatham
    - Cyanoramphus malherbi Souancé, 1857 - parrocchetto di Malherbe
    - Cyanoramphus novaezelandiae (Sparrman, 1787) - parrocchetto fronterossa
    - Cyanoramphus hochstetteri (Reischek, 1889) - parrocchetto di Reischek
    - Cyanoramphus erythrotis † (Wagler, 1832) - parrocchetto di Macquarie

  - Genere Platycercus Vigors, 1825
    - Platycercus caledonicus (J.F.Gmelin, 1788) - rosella verde
    - Platycercus elegans (J.F.Gmelin, 1788) - rosella cremisi
    - Platycercus adscitus (Latham, 1790) - rosella testachiara
    - Platycercus eximius (Shaw, 1792) - rosella orientale
    - Platycercus venustus (Kuhl, 1820) - rosella settentrionale
    - Platycercus icterotis (Temminck & Kuhl, 1820) - rosella occidentale

  - Genere Barnardius Bonaparte, 1854
    - Barnardius zonarius (Shaw, 1805)

  - Genere Purpureicephalus Bonaparte, 1854
    - Purpureicephalus spurius (Kuhl, 1820)

  - Genere Lathamus Lesson, 1830
    - Lathamus discolor (White, 1790)

  - Genere Northiella Mathews, 1912
    - Northiella haematogaster (Gould, 1838)
    - Northiella narethae (H.L.White, 1921)

  - Genere Psephotus Gould, 1845
    - Psephotus haematonotus

  - Genere Psephotellus Mathews, 1913
    - Psephotellus varius (A.H.Clark, 1910) - pappagallo della mulga
    - Psephotellus dissimilis (Collett, 1898) - pappagallo monaco
    - Psephotellus chrysopterygius (Gould, 1858) - pappagallo spalledorate
    - Psephotellus pulcherrimus † (Gould, 1845) - pappagallo del paradiso